# Операція «Вундерланд» (фільм)
Операція «Вундерланд» («ოპერაცია „ვუნდერლანდი“») — радянський художній фільм 1988 року, знятий режисером Отаром Коберідзе на кіностудії «Грузія-фільм».

## Сюжет
В основі сюжету — реальні події 1942 року, які відбувалися на Крайній Півночі. Два радянські каравани зі стратегічною сировиною йшли північним морським шляхом. Щоб перехопити та знищити їх, у море вийшов німецький потужний військовий крейсер. Однак незабаром йому перегородив шлях старенький криголам «Олександр Серебряков» — і вступив із ним у бій. У нерівній сутичці судно та екіпаж загинули. Однак час був виграний, завдяки чому обидва каравани встигли пройти в безпечні води.

## У ролях
- Георгій Бурджанадзе — капітан
- Альберт Філозов — Конрад Бюхнер, німецький капітан
- Віктор Павлов — стармех
- Рудольф Челіщев — Федір, старпом
- Андрій Афонько — Юра, юнга
- Тетяна Говорова — Тася, дружина стармеха, кок
- Валерій Кравченко — Варгін, лейтенант-артилерист
- Павло Ремезов — замполіт
- Бадрі Кобахідзе — Редер, німецький офіцер
- С. Тріфілов — Ахенбах
- Олександр Кавалеров — Грабовський, ад'ютант Бюхнера
- Гончарова Тетяна МиколаївнаТетяна Гончарова — мати юнги
- Нато Цулая — Лотта, баронеса
- Гено Цулая — комік
- В'ячеслав Цой — Мідзукі
- Ія Нінідзе — танцівниця
- Отар Коберідзе — слуга Бюхнера
- Андрій Щепочкін — Зікс, німецький офіцер-підводник
- Андрій Тібілов — боцман
- Йосип Джачвліані — німецький офіцер
- М. Кузнецов — епізод
- В. Герасимов — епізод
- Геннадій Нілов — Сергій, начальник розвідки
- Олександр Сластін — морський офіцер
- Ігор Добряков — командуючий флотом
- Юрій Главацький — епізод
- Валерій Доронін — епізод
- С. Поляков — епізод
- Г. Єрьохін — епізод
- Анатолій Філімонов — епізод
- А. Іскрін — епізод
- Андрій Пономарьов — диверсант
- Тамара Чохонелідзе — наречена
- Олександр Счастлівцев
- Валерій Полєтаєв — полярник
- Володимир Орлов — радист полярної станції
- Олексій Зубарєв — полярник
- В. Кулішкін — епізод
- А. Биков — епізод
- А. Кутешенко — епізод
- І. Кваченко — епізод
- Русудан Кикнадзе — перекладачка
- А. Журавльов — епізод
- Ш. Коберідзе — епізод
- Таріел Кенія — епізод
- В. Маргвелашвілі — епізод
- В'ячеслав Захаров — епізод
- Гіві Тохадзе — уповноважений Державного комітету оборони
- Батор Цибендоржиєв — епізод

## Знімальна група
- Режисер — Отар Коберідзе
- Сценарист — Олександр Молдавський
- Оператор — Джимшер Крістесашвілі
- Композитор — Гурам Бзванелі
- Художник — Василь Арабідзе